# Теофило Кубиляс
Теофило Хууан Кубиляс Аризага (на испански: Teófilo Juan Cubillas Arizaga, роден на 8 март 1949 в Пуенте Пиедра, Лима), или просто Теофило Кубиляс, е перуански футболист с прякор „Нене“. Кубиляс е играл като нападател и полузащитник. Един от най-силните играчи на своето време и в историята на Перуанския футбол, заедно с Уго Сотил и Ектор Чумпитас. Най-добър футболист и носител на Копа Америка за 1975 година и участник на Мондиал 1970, Мондиал 1978 и Мондиал 1982 години.
Най-добър футболист на Перу за XX век., най-добър футболист на Южна Америка за 1972 г.

## Биография
Теофило Кубиляс е един от най-добрите реализатори на световните първенства по футбол. Разделя 8-ото място с няколко футболисти) — от два турнира (1970 и 1978 година), футболистът е вкарал 10 гола, по 5 в всеки един от тях (подобно постижение, но на два шампионата подред, имат единствено немците Мирослав Клозе и Томас Мюлер). Учавства също и на Мондиал 1982. Победител в Копа Америка 1975 година, и най-добър футболист на Южна Америка за 1972 година. 
Два пъти (1966, 1971) е толмайстор в шампионата на Перу. Шампион на Перу 1977 и 1978 година. Най-големият голмайстор в историята на „Алианса“ (295 гола) и националния отбор на Перу (45 гола в 117 мача, официално има 26 гола в 81 мача). Включен е в списъка на ФИФА 100. Според МФФИИС заема 48-о място сред най-добрите футболисти на XX век и 17-о сред най-добрите футболисти на XX века в Южна Америка.
През 1985 година Кубиляс завершва кариерата си като футболист, но след като отборът на „Алианса“ се разбива в авиокатастрофа през декември 1987 година, възобновява нкариерата си за да помотне на клуба.

## Успехи
Алианса (Лима)
- Примера дивисион
  -  Шампион (2): 1977, 1978
  -  Вицешампион (1): 1971
  -  Бронзов медал (3): 1966, 1967, 1968

 Порто
- Примейра Лига
  -  Вицешампион (1): 1975
  -  Бронзов медал (1): 1977
- Купа на Португалия
  -  Носител (1): 1977
- Примера дивисион
  -  Шампион (2): 1978

- Копа Америка
  -  Шампион (1): 1975

Индивидуални
- Футболист на годината в Южна Америка: 1972[4]
- Най-добър футболист в Копа Америка: 1975
- Номиниран за най-добър футболист на Южна Америка (4): 1971, 1975, 1977, 1978
- Награта на световното първенство ФИФА за най-добър млаз играч: 1970
- Най-добър футболист на Перу за XX век според версията на МФФИИС
- 48-мо място в Списъка на най-добрите футболисти XX век според версията на МФФИИС - Най-добрите играчи на столетието[5]
- 17-то място в Списъка на най-добрите футболисти на XX век според версията на МФФИИС - Южна Америка[6]
- Голмайстор в турнира Копа Либертадорес: 1972 (6 гола)
- Голмайстор в първенството на Перу (2): 1966 (19 гола), 1970 (22 гола)
- Най-добрият голмайстор в историята на Перу: 26 гола
- 8-мо място в Списъка на най-добрите голмайстори в шампионата Перу за всички времена: 152 гола
- В списъка ва ФИФА 100[7]
- Единственният перуанец играл на три световни първенства
- Голмайстор на Перу на световните първенства: 10 гола